# 7 فبراير
- السبت
- الأحد
- الاثنين
- الثلاثاء
- الأربعاء
- الخميس
- الجمعة

- 12 شعبان 1446  هـ
- 23 شعبان 1446  هـ
- 34 شعبان 1446  هـ
- 45 شعبان 1446  هـ
- 56 شعبان 1446  هـ
- 67 شعبان 1446  هـ
- 78 شعبان 1446  هـ
- 89 شعبان 1446  هـ
- 910 شعبان 1446  هـ
- 1011 شعبان 1446  هـ
- 1112 شعبان 1446  هـ
- 1213 شعبان 1446  هـ
- 1314 شعبان 1446  هـ
- 1415 شعبان 1446  هـ
- 1516 شعبان 1446  هـ
- 1617 شعبان 1446  هـ
- 1718 شعبان 1446  هـ
- 1819 شعبان 1446  هـ
- 1920 شعبان 1446  هـ
- 2021 شعبان 1446  هـ
- 2122 شعبان 1446  هـ
- 2223 شعبان 1446  هـ
- 2324 شعبان 1446  هـ
- 2425 شعبان 1446  هـ
- 2526 شعبان 1446  هـ
- 2627 شعبان 1446  هـ
- 2728 شعبان 1446  هـ
- 2829 شعبان 1446  هـ

7 فبراير أو 7 شُباط أو يوم 7\2 (اليوم السابع من الشهر الثاني) هو اليوم الثامن والثلاثون (38) من السنة وفقًا للتقويم الميلادي الغربي (الغريغوري). يبقى بعده 327 يومًا لانتهاء السنة، أو 328 يومًا في السنوات الكبيسة.

## أحداث
- 457 - ليو الأول يصبح أول إمبراطور للإمبراطورية البيزنطية.
- 1830 - مجلس الوزراء الفرنسي يقر في جلسة خاصة احتلال الجزائر.
- 1882 - صدور الدستور المصري.
- 1898 - إميل زولا يُقدَّم للمحاكمة بتهمة التشهير بسبب نشره مقالة كتبها بعنوان أنا أتهم ...! تتحدث عن قضية دريفوس.
- 1900 - تأسيس حزب العمال.
- 1924 - الحكومة الإيطالية التي يقودها الزعيم الفاشي بينيتو موسوليني تقرر إقامة علاقات دبلوماسية مع الاتحاد السوفيتي.
- 1939 - افتتاح مؤتمر المائدة المستديرة بين مندوبي مصر والعراق والأردن والسعودية واليمن، ومندوبين بريطانيين في قصر سان جيمس في لندن.
- 1947 - الفلسطينيون واليهود المستوطنين في فلسطين يعلنون بشكل منفصل رفضهم إلى الإقتراح البريطاني بتقسيم فلسطين إلى دولتين الأولى فلسطينية عربية والأخرى يهودية مع بقاء القدس تحت إشراف دولي.
- 1959 - الرئيس الكوبي فيدل كاسترو يعلن دستور كوبا الجديد.
- 1965 - الملاكم الأمريكي كاسيوس كلاي يعلن إسلامه ويغير اسمه إلى محمد علي كلاي.
- 1979 - كوكب بلوتو يتحرك ليدخل مدار نيبتون لأول مرة منذ تاريخ اكتشافه.
- 1986 - زعيمة المعارضة الفلبينية كورازون أكينو تفوز بالانتخابات الرئاسية على منافسها الرئيس فرديناند ماركوس.
- 1990 - الحزب الشيوعي السوفييتي يتنازل عن احتكار السلطة بعد هيمنة استمرت 72 عامًا.
- 1992 - التوقيع على معاهدة الاتحاد الأوروبي التي تعرف باسم «معاهدة ماستريخت».
- 1999 - ولي العهد الأردني الأمير عبد الله يؤدي القسم ملكًا للمملكة الأردنية الهاشمية أمام مجلس الأمة بعد وفاة والده الملك الحسين بن طلال، ويتخذ اسم عبد الله الثاني، ويعين أخاه الأمير حمزة بن الحسين وليًا للعهد بناء على وصية والده.
- 2006 - أمير دولة الكويت الشيخ صباح الأحمد الصباح يصدر أمرًا أميريًا يزكي فيه الشيخ نواف الأحمد الصباح لولاية العهد، ويصدر مرسومًا يسمي فيه الشيخ ناصر المحمد الصباح رئيسًا لمجلس الوزراء.
- 2011 - الإعلان عن نتيجة استفتاء جنوب السودان الذي أجري في 9 يناير، وكانت النتيجة أن 98.83% من المقترعين صوتوا لانفصال الجنوب عن الشمال.
- 2015 - لوحة متى تتزوجين؟ تُباع بمبلغ 300 مليون دولار أمريكي وبذلك تعد رابع أغلى لوحة بيعت في التاريخ.

## مواليد
- 572 - شوتوكو تايشي، أمير ياباني.
- 1102 - ماتيلدا، ملكة إنجلترا.
- 1478 - توماس مور، سياسي إنجليزي.
- 1693 - آنا إيفانوفنا، إمبراطورة روسيا الثامنة في الإمبراطورية الروسية.
- 1741 - هنري فوسيلي، فنان رسم بريطاني من أصل ألماني-سويسري.
- 1812 - تشارلز ديكنز، روائي إنجليزي.
- 1842 - ألكسندر ريبو، رئيس وزراء فرنسي.
- 1870 - ألفرد أدلر، عالم نمساوي في علم النفس.
- 1878 - غودفري هارولد هاردي، عالم رياضيات بريطاني.
- 1885
  - سنكلير لويس، أديب أمريكي حاصل على جائزة نوبل في الأدب عام 1930.
  - هوغو شبيرل، مارشال ألماني.
- 1889 - هاري نايكست، عالم سويدي مساهم في نظرية المعلومات.
- 1905 - أولف فون أولر، عالم فيزيولوجيا وصيدلة سويدي.
- 1906 -
  - أوليغ أنتونوف، مصمم طائرات سوفيتي.
  - بوئي، إمبراطور صيني.
- 1907 - صفا الجميل، ممثل مصري.
- 1909 -
  - هيلدر كامارا، أسقف الكنيسة الرومانية الكاثوليكية.
  - أميدو غليليت، ضابط سابق في الجيش الإيطالي.
- 1931 - أبو المعاطي أبو النجا، أديب وروائي مصري.
- 1932 - ألفريد وردن، رائد فضاء أمريكي.
- 1947 - واين ألوين، ممثل أداء صوتي أمريكي اشتهر بأداء شخصية ميكي ماوس.
- 1949 - باولو سيزار كاربجياني، لاعب ومدرب كرة قدم برازيلي.
- 1954 - ديتر بولن، ملحن ألماني.
- 1960 -
  - جيمس سبيدر، ممثل أمريكي.
  - ياسنوري ماتسموتو، ممثل أداء صوتي ياباني.
- 1962 -
  - محمد إبراهيم، لاعب ومدرب كرة قدم كويتي.
  - إدي آيزارد، ممثل إنجليزي.
- 1965 - كريس روك، ممثل أمريكي.
- 1966 - كريستين أوتو، لاعبة أولمبية لرياضة السباحة من ألمانيا الشرقية.
- 1969 - كوتارو ناكاغاوا، ملحن ياباني.
- 1970 - نبيل العوضي، داعية كويتي.
- 1972 -
  - غادة شبير، مغنية لبنانية.
  - حسين الخضري، لاعب كرة قدم ومقدم برامج رياضية كويتي.
- 1975 - مارتن باج، مؤلف فرنسي.
- 1977 -
  - تسونيياسو ميياموتو، لاعب كرة قدم ياباني.
  - ماريوس بودالانوسكي، بطل بولندي في رياضة القوة.
- 1978 -
  - أشتون كوتشر، ممثل وعارض أزياء أمريكي.
  - دانييل فان بويتن، لاعب كرة قدم بلجيكي.
- 1979 -
  - توكل كرمان، صحافية وناشطة سياسية يمنية حاصلة على جائزة نوبل للسلام عام 2011.
  - نواف القطان، مذيع كويتي.
- 1983 -
  - تيشومي غيتو، لاعب كرة قدم إثيوبي.
  - عائشة بن أحمد، ممثلة تونسية.
  - فيديريكو ماركيتي، لاعب كرة قدم إيطالي.
- 1984 - نادين نسيب نجيم، ممثلة لبنانية.
- 1988 - آي كاغو، مغنية يابانية.
- 1992 - خوسيه باكستر، لاعب كرة قدم إنجليزي.
- 1995 - فرح الهادي، ممثلة كويتية.

## وفيات
- 1837 - غوستاف الرابع أدولف، ملك السويد.
- 1914 - محمد أمين الكردي الإربلي، فقيه وصوفي كردي عراقي عثماني.
- 1937 - إليهو روت، محامي ودبلوماسي أمريكي حاصل على جائزة نوبل للسلام عام 1912.
- 1960 - إيجور فاسيليفتش خرشاتوف، عالم فيزياء روسي.
- 1993 - محسن سرحان، ممثل مصري.
- 1994 - نور الدمرداش، مخرج مصري.
- 1999 - الحسين بن طلال، ملك المملكة الأردنية الهاشمية.
- 2003 - أغسطو مونتيروسو، كاتب غواتيمالي.
- 2006 - در الشهوار، أميرة عثمانية وابنة السلطان عبد المجيد الثاني آخر خليفة عثماني.
- 2010 - فيصل علوي، مغني يمني.
- 2013 - محمد مرشد ناجي، مغني يمني.
- 2014 - سهير الإتربي، إعلامية مصرية.
- 2016 - فؤاد بخش، ممثل سعودي.

## أعياد ومناسبات
- يوم الرجال في مالطة.

## وصلات خارجية
- وكالة الأنباء القطريَّة: حدث في مثل هذا اليوم.
- النيويورك تايمز: حدث في مثل هذا اليوم.
- BBC: حدث في مثل هذا اليوم.